# Porträt Charlotte Corinth in brauner Bluse
Das Porträt Charlotte Corinth in brauner Bluse ist ein Gemälde des deutschen Malers Lovis Corinth. Das Bild zeigt Charlotte Berend-Corinth, die Ehefrau Corinths frontal mit einer braunen Bluse und wurde im Jahr 1910 gemalt. Es wurde zuletzt am 25. Mai 2013 im Kunstauktionshaus Lempertz verkauft und befindet sich in Privatbesitz.

## Bildbeschreibung
Das in Ölfarben auf Leinwand gefertigte Gemälde hat eine Größe von 105 × 85 Zentimetern. Es zeigt die stehende Charlotte Corinth in einer Frontaldarstellung in einer braunen Bluse und einem dunklen Rock. Sie schaut den Betrachter mit leicht geneigtem Kopf direkt an. Die dunklen Haare sind teilweise hochgebunden und werden von violetten Schleifen gehalten. Die braune Bluse besitzt einen weiten runden Ausschnitt, der in Schwarz gehalten ist und den Hals mit schwarzer Spitze umrandet. Auf der rechten Seite (vom Betrachter links) reicht eine ebenfalls schwarze Knopfleiste bis zum unteren Drittel der Bluse und auch an den Ärmeln befinden sich schwarze Umrandungen sowie eine schwarze Spitze kurz unterhalb des Ellbogens. Die Bluse und der Rock verengen sich um die Taille der Frau. Der Rock ist einfarbig schwarz oder dunkelbraun und fällt glatt über die Beine, wo das Porträt oberhalb der Knie endet. Charlotte trägt zudem eine lange und dünne goldene Kette um den Hals und eine Brosche mit einem grünen Schmuckstein am Halsausschnitt. Der rechte Arm ist in die Hüfte gestellt und am Handgelenk von einem dünnen goldenen Armreif geschmückt, am Ringfinger trägt sie zudem einen goldenen Ring. Auch am linken Handgelenk trägt sie einen goldenen Armreif, der allerdings deutlich breiter und verzierter als der des rechten Armes ist. Der linke Arm ist herabhängend, in der Hand hält sie zwischen Zeigefinger und Daumen einen dunklen Faden und auch hier trägt sie am Ringfinger einen Ring.
Im Hintergrund befindet sich ein Tisch mit blauer und weißer Auflage, dahinter eine dunkle Tür in einem hellen Rahmen. Charlotte Berend-Corinth beschrieb das Bild im Werkverzeichnis selbst wie folgt: „Charlotte Corinth in braunseidener Bluse mit schwarzen Spitzen und dunklem Rock; am linken, auf dem Tisch gestütztem Arm ein breiter Goldreif. Im Hintergrund eine dunkelgrüne Tür.“ Das Bild ist am rechten Rand im oberen Bilddrittel zweizeilig in Schwarz signiert und datiert: „Lovis Corinth 1910“.
In der Auktionsbeschreibung wird folgende Beschreibung abgegeben: „Einen besonderen ästhetischen Reiz erhält das Bildnis durch die Kalt-Warm-Kontraste der Farbgebung. Der leuchtend blaue Stoff, der hinter der Figur sichtbar wird, steht in einem effektvollen Gegensatz zu den warmen Goldtönen von Bluse und Schmuck. Das helle, rosige Inkarnat wird durch diese Kontrastierung besonders hervorgehoben und unterstreicht die jugendliche Frische, die von der Portraitierten ausgeht.“

## Hintergrund

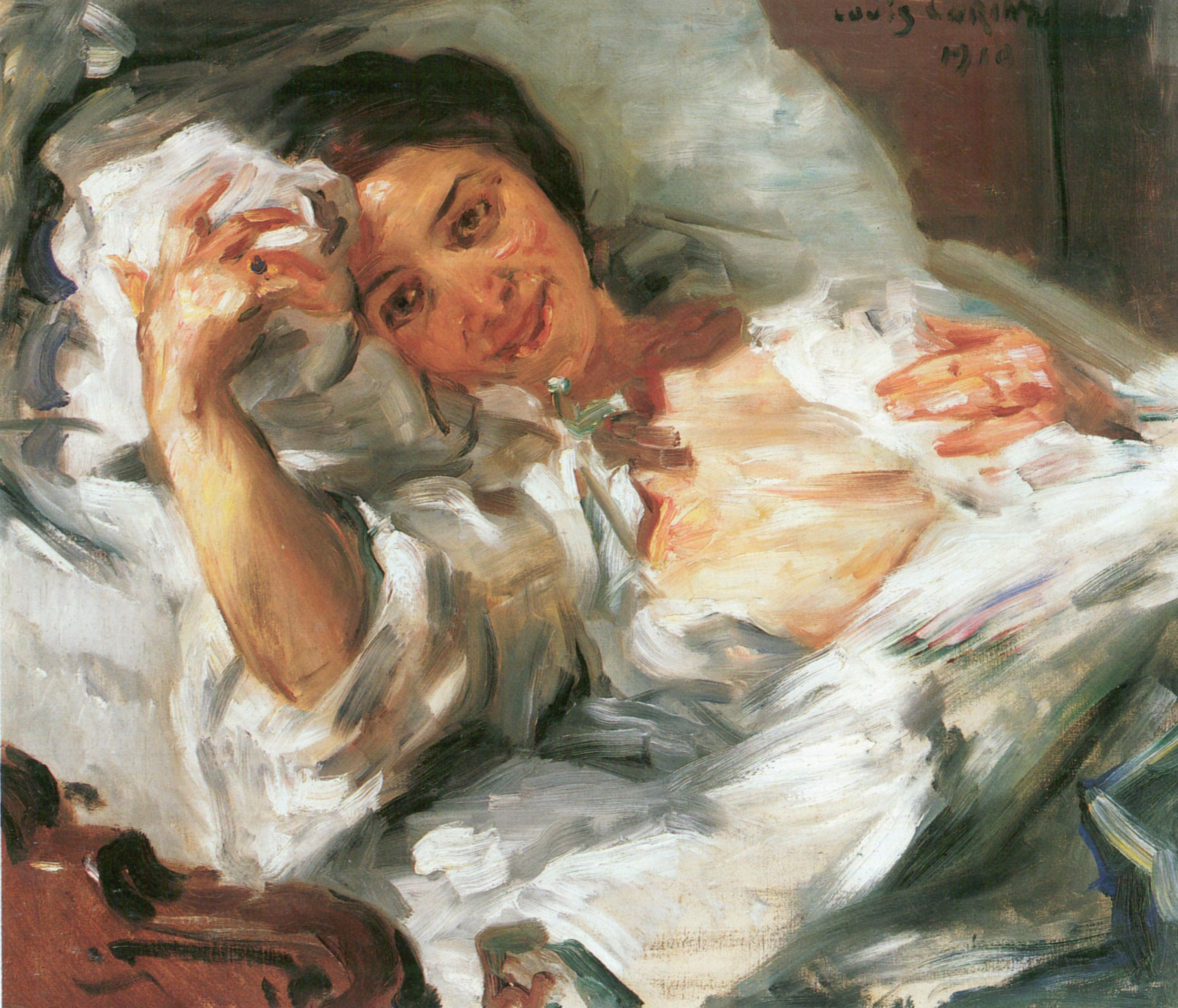
Morgensonne, ein weiteres Bildnis von Charlotte Corinth aus dem Jahr 1910

Über die konkreten Hintergründe der Entstehung des Bildes liegen keine Informationen vor. Laut Charlotte Berend-Corinth wurde das Bild in der Klopstockstraße in Berlin gemalt, in der die Familie Corinth wohnte. Lovis Corinth und Charlotte Berend heirateten 1903, bereits seit 1902 malte Corinth seine ehemalige Schülerin regelmäßig in unterschiedlichen Szenen sowohl in Akten wie auch in verschiedenen Situationen. 1904 kam der gemeinsam Sohn Thomas zur Welt, 1909 folgte die Tochter Wilhelmine. Zum Zeitpunkt der Entstehung des Bildes ist Charlotte 30 Jahre alt und bereits zweifache Mutter. In der Auktionsbeschreibung wird dies herausgestellt: „Im Entstehungsjahr unseres Portraits ist die mittlerweile dreißigjährige Charlotte bereits Mutter zweier Kinder. Trotz ihrer eleganten Kleidung und dem reichen Goldschmuck präsentiert sie sich unprätentiös und mädchenhaft. Die lebendige, amüsierte Mimik, der leicht schiefgelegte Kopf und die locker auf der Hüfte aufgestützte Hand vermitteln die Unmittelbarkeit und Gelöstheit, mit der die Portraitierte dem Betrachter gegenübertritt. Spürbar wird auch hier die offene, liebevolle Innigkeit, die den Maler und sein Lieblingsmodell verbindet.“

## Ausstellungen und Provenienz
Das Bild wurde 1924 in der Kunstsammlung in Königsberg erstmals ausgestellt, danach 1926 in der Berliner Nationalgalerie im Rahmen einer Ausstellung von Gemälden und Aquarellen zu seinem Gedächtnis sowie 1927 ebenfalls bei einer Gedächtnisausstellung des Sächsischen Kunstvereins im Ausstellungsgebäude Brühlsche Terrasse in Dresden.
Das Bild befand sich im Besitz von Rudolf Cohn in Königsberg. Am 17. Mai 1966 wurde es im Rahmen der 100. Auktion, Graphik, Handzeichnungen, Aquarelle und Gemälde des 15.–20. Jahrhunderts (Los 226) bei Karl & Faber in München verkauft. Es ging in den Besitz von Gustav Rau (Inventarnummer GR 1.096). Gustav Rau vererbte seine Sammlung an UNICEF und am 25. Mai 2013 wurde das Bild im Rahmen einer Versteigerung unter dem Titel Moderne Kunst und Sammlung Rau für UNICEF im Kunstauktionshaus Lempertz für einen Preis von 91.500 Euro an einen privaten Sammler in Süddeutschland verkauft. Bei der Auktion wurden insgesamt 43 Werke versteigert, die einen Gesamterlös von fast 10 Millionen Euro erbrachten.

## Belege
1. 1 2 3 4 5  
Lovis Corinth, Porträt Charlotte Corinth in brauner Bluse. Lot 660, Bildbeschreibung zur Auktion im Kunstauktionshaus Lempertz; Abgerufen am 12. März 2015.
2. 1 2 3  
Charlotte Berend-Corinth: Lovis Corinth. Werkverzeichnis. Neu bearbeitet von Béatrice Hernad. Bruckmann Verlag, München 1958, 1992; BC 429, S. 119. ISBN 3-7654-2566-4.
3. ↑  
Porträt Charlotte Corinth in brauner Bluse. Bildbeschreibung in der Sammlung Rau; Abgerufen am 12. März 2015.
4. 1 2  
Rekordpreise: Moderne Kunst & Sammlung Rau für UNICEF I Moderne Kunst (Memento vom 5. April 2016 im Internet Archive) Pressenachbericht vom 28. Mai 2013, Kunstauktionshaus Lempertz.